# Сен-ан-Гоэль (кантон)
Сен-ан-Гоэль (фр. Sains-en-Gohelle) — упраздненный кантон во Франции, регион Нор-Па-де-Кале, департамент Па-де-Кале. Входил в состав округа Ланс.
В состав кантона входили коммуны (население по данным Национального института статистики за 2009 год):
- Бувиньи-Буайеффль (2 449 чел.)
- Гуи-Сервен (314 чел.)
- Сен-ан-Гоэль (6 338 чел.)
- Сервен (1 046 чел.)
- Экс-Нулетт (3 798 чел.)
- Эрсен-Купиньи (6 288 чел.)

## Экономика
Структура занятости населения:
- сельское хозяйство — 2,8 %
- промышленность — 10,3 %
- строительство — 11,2 %
- торговля, транспорт и сфера услуг — 36,7 %
- государственные и муниципальные службы — 38,9 %

## Политика
На президентских выборах 2012 г. жители кантона отдали в 1-м туре Франсуа Олланду 29,7 % голосов против 28,2 % у Марин Ле Пен и 18,0 % у Николя Саркози, во 2-м туре в кантоне победил Олланд, получивший 59,9 % голосов (2007 г. 1 тур: Сеголен Руаяль — 26,3 %; Саркози — 21,4 %. 2 тур: Руаяль — 57,6 %). На выборах в Национальное собрание в 2012 г. по 10-му избирательному округу департамента Па-де-Кале они поддержали кандидата Социалистической партии Сержа Жанкена, набравшего 41,2 % голосов в 1-м туре и 59,1 % — во 2-м туре. (2007 г. 12-й округ. Жан-Пьер Кюшеда (СП): 1 тур — 40,1 %, 2 тур — 62,3 %). На региональных выборах 2010 года в 1-м туре победил список социалистов, собравший 36,5 % голосов против 20,4 % у Национального фронта, 11,0 % у списка «правых» и 9,8 % у коммунистов. Во 2-м туре единый «левый список» с участием социалистов, коммунистов и «зелёных» во главе с Президентом регионального совета Нор-Па-де-Кале Даниэлем Першероном получил 58,0 % голосов, Национальный фронт Марин Ле Пен занял второе место с 26,1 %, а «правый» список во главе с сенатором Валери Летар с 15,9 % финишировал третьим.
|  | Кандидат            | Партия                  | % голосов |
|  | ------------------- | ----------------------- | --------- |
|  | Ален Лефевр         | Социалистическая партия | 59,46     |
|  | Даниель Людвиковски | Зеленые                 | 16,26     |
|  | Мишель Фантино      | Коммунистическая партия | 12,46     |
|  | Кати Парис          | Национальный фронт      | 11,82     |